# Famar Orléans
 (septembre 2013).
Si vous disposez d'ouvrages ou d'articles de référence ou si vous connaissez des sites web de qualité traitant du thème abordé ici, merci de compléter l'article en donnant les références utiles à sa vérifiabilité et en les liant à la section « Notes et références ».
Famar Orléans est une société spécialisée dans le développement, la production et le conditionnement de produits pharmaceutiques et cosmétiques dont l'usine est implantée dans un bâtiment situé à Orléans dans le quartier d'Orléans-la-Source, sur la rive gauche de la Loire. Ce sous-traitant pharmaceutique est une filiale du groupe Marinopoulos.

## Histoire
Fondé en 1949 en Grèce par le Groupe Marinopoulos, Famar est l'un des leaders en Europe du marché de prestations de services pour l’industrie pharmaceutique. Famar offre des services en matière de développement pharmaceutique, de production, de logistique, de recherche et développement et production de produits d’hygiène et de beauté.
Le bâtiment situé au sud d'Orléans a successivement hébergé les laboratoires Substantia-Parke Davis, filiale du groupe Warner-Lambert (1971), puis Pfizer (2000) et Mc Neil manufacturing, filiale du groupe Johnson & Johnson (2007).
En 2009, la filiale du groupe américain Johnson & Johnson, McNeil Manufacturing, cède son site d'Orléans-la-Source au sous-traitant Famar.
Famar dispose alors de deux sites orléanais, celui de La Source et l'usine Famar France d'Orléans acquise en 2001 et basée à Orléans Champ de Mars. Il fabrique, pour quelque 140 clients dont les plus grands génériqueurs dans 80 pays, des comprimés et des sachets de médicaments effervescents sur son site du champ de Mars et des sirops, crèmes et autres collyres à La Source.
En 2012, les deux sociétés signent un traité de fusion-absorption de la société Famar Properties - Orléans La Source par la société Famar France - Orléans Champ de mars. L'objectif est de former un site OTC ("over the counter")  de dimension européenne couvrant les formes liquides, semi-solides, comprimés effervescents et sachets.
En novembre 2019, le site d'Orléans est acquis par la société française Delpharm.

## Généralités
Le site d’Orléans, spécialisé dans les produits non prescrits (OTC) de formes liquides et de formes sèches, emploie aujourd'hui plus de 750 salariés et exploite une surface bâtie de 55 000 m2.
Il a une capacité annuelle de plus de 250 millions de boîtes dans des présentations très variées,  non seulement pharmaceutiques mais aussi cosmétiques et dispositifs médicaux. Il est certifié ISO 9001, ISO 14001, OHSAS 18001.